# Гадання на ромашці
«Гадання на ромашці» (ест. «Karikakramäng») — радянський художній кіноальманах з трьох новел 1978 року, знятий на кіностудії «Талліннфільм».

## Сюжет

### «Браконьєр»
За однойменною повістю О.Тоомінга.
Лісничий Роберт намагається з'ясувати, хто вбив лося, при цьому підозрює тільки Вамболу. Але на відкритому суді дружина лісничого доводить, що вночі, коли було вбито лося, Вамболь був у неї вдома…

### «Татуювання»
Сільський хлопчина Маргус, син констебля, закоханий в циганку. Його почуття безкорисливе і пристрасне, заради коханої він готовий на все. Але дівчину Маргус тільки забавляє, його почуття і відданість їй не зрозумілі — і починають докучати.

### «Променад»
За мотивами новели Курта Воннегута «Довга прогулянка у вічність».

## Уролях
- Елле Кулль — дівчина («Променад» (дублювала Олена Соловей))
- Лембіт Ульфсак — Ханс-Ерік («Променад» (дублював Ернст Романов))
- Рудольф Аллаберт — Роберт («Браконьєр» (дублював Гелій Сисоєв))
- Кюллікі Сальдре-Тоол — Мембі («Браконьєр» (дублювала Тетяна Іванова))
- Мікк Міківер — Вамбола («Браконьєр» (дублював Микола Федорцов))
- Юрі Ярвет — Оскар («Браконьєр» (дублював Володимир Татосов))
- Хеленд Пееп — Міхкель («Браконьєр» (дублював Микола Гаврилов))
- Енн Клоорен — олійник («Браконьєр» (дублював Олександр Афанасьєв))
- Арво Кукумягі — Маргус («Татуювання» (дублював Станіслав Соколов))
- Зоя Цуріло — Зоріца («Татуювання» (дублювала Гелена Івлієва))
- Яан Брезаускі — циган («Татуювання» (дублювала Ольга Волкова))
- Олег Хабалов — циган («Татуювання» (дублював Ігор Єфімов))
- Карл Калкун — констебль («Татуювання» (дублював Лев Жуков))
- Арнолд Алтмяе — олійник («Татуювання» (дублював Олексій Кожевников))
- Антс Андер — перукар («Татуювання»)
- Лариса Удовиченко — дама («Татуювання»)
- Роберт Гутман — другий мисливець («Браконьєр»)
- Енн Краам — третій мисливець («Браконьєр»)
- Марьє Метсур — Лейда («Татуювання»)
- Калью Орро — Маркар («Браконьєр»)
- Яак Тамлехт — епізод («Татуювання»)
- Хейно Раудсік — епізод

## Знімальна група
- Режисери — Пеетер Урбла, Тоомас Тахвель, Пеетер Сімм
- Сценаристи — Пеетер Урбла, Освальд Тоомінг
- Оператор — Арво Іхо
- Художник — Прійт Вахер